# فريدريك بولاند
فريدريك هنري بولاند (بالإنجليزية: Frederick Boland)‏ (16 يناير 1904 - 4 ديسمبر 1985) هو دبلوماسي إيرلندي ولد في مدينة دبلن ويعتبر أول سفير إيرلندي للمملكة المتحدة والأمم المتحدة.

## روابط خارجية
- فريدريك بولاند على موقع مونزينجر (الألمانية)